# Colegio de Villandrando
El Colegio de Villandrando es un edificio de la ciudad española de Palencia, situado en el número 36 de la calle Mayor. Fue construido entre 1910 y 1911 bajo el patrocinio de Eduvigis Sanz de Sedano y Monedero, vizcondesa de Villandrando, para servir de asilo, recogimiento y formación de institutrices de niñas huérfanas, con el nombre de asilo de San Joaquín y Santa Eduvigis. Fue proyectado y construido por el arquitecto Jerónimo Arroyo.
En el año 1998 el edificio fue declarado Bien de Interés Cultural (BIC), la máxima figura de protección del patrimonio en España, con categoría de Monumento. Se le considera uno de los mejores edificios del Modernismo en Palencia.

## Arquitectura
El edificio es un interesante ejemplo de Modernismo floral, con elementos neogóticos, neorrománicos y secesionistas. 
La fachada principal puede considerarse una reinterpretación del gótico veneciano y del Modernismo catalán, que Arroyo había conocido en la Escuela Superior de Barcelona, donde se había formado y titulado en 1899. Consta de tres pisos; el inferior con un soportal formado por cuatro arcos carpaneles sobre cinco columnas de fuste hexagonal, con capiteles decorados con los escudos de los Villandrando en los extremos y alegorías de las tres virtudes teologales en los centrales, de original y movido diseño. 
En el segundo piso se abren cuatro balcones con antepecho de hierro forjado, rematados en arcos carpaneles enmarcados por pináculos, por encima de los cuales se disponen arcos conopiales, con decoración a base de temas florales. El último piso presenta ventanas geminadas con mainel y pilastras de fuste helicoidal, que rematan en arcos carpaneles con tracería cobijados en alfiz. 
La parte más original del edificio es la cornisa, decorada con un gran friso cerámico obra de Daniel Zuloaga, que escenifica la donación de la fundadora, que aparece sentada en un baldaquino, en medio de un paisaje con árboles, con dos muchachas acercándose a ella, como símbolo de la protección que quería dispensar a las jóvenes huérfanas. Dos ángeles volanderos despliegan filacterias con caracteres góticos a ambos lados de las escena. Justo debajo de la misma, se sitúa un águila tenante con el escudo familiar de la fundadora, realizado en la misma cerámica polícroma sobre el paramento de ladrillo. Un alero de madera de gran desarrollo culmina el edificio, a la vez que sirve de protección al friso. Se accede al interior del edificio por una original y sencilla portada de medio punto que aúna formas típicamente góticas (alfiz quebrado, follajes decorativos) con otros más propios del repertorio modernista, como el esgrafiado que recubre el muro o los relieves con figuras femeninas recostadas sobre un fondo de ramajes que forman el salmer del arco.
El arquitecto utilizó el contraste de colores entre el friso, el rojo del ladrillo en los muros y el blanco de la piedra en los elementos decorativos para aportar ritmo y viveza a la fachada. El interior del edificio se estructura en torno a un interesante patio con ajimeces de diseño gótico, con tracerías caladas sostenidas por columnas de delgado fuste. El segundo piso lo forman ventanas cuadradas enmarcadas por molduras sostenidas por ménsulas muy decoradas.
En 2007 el edificio fue restaurado, respetando los elementos originales.